# Sultanato di Balhaf
Il Wahidi Balhaf (in arabo: واحدي بالحاف Wahidi Bālḥāf), ufficialmente Sultanato Wahidi di Balhaf (in arabo: سلطنة الواحدي بالحاف Saltanat al-Wahidi Bālḥāf), fu uno stato del Protettorato di Aden, della Federazione degli Emirati Arabi del Sud e dell'entità che la seguì, la Federazione dell'Arabia Meridionale.
La sua capitale era Balhaf sulla costa del golfo di Aden e comprendeva la città e l'entroterra di Azzan (già sede di un separato Sultanato Wahidi di Azzan). Il sultanato fu abolito nel 1967 alla fondazione della Repubblica Democratica Popolare dello Yemen. L'area oggi è parte dello Yemen.

## Storia
Lo Stato precedente, il Sultanato Wahidi (Saltanat al-Wahidiyya), venne istituito in una data incerta. Nel 1830 tale regno si divise in quattro stati:
- Sultanato Wahidi di Ba'l Haf (Saltanat Ba al-Haf al-Wahidiyya);
- Sultanato Wahidi di `Azzan (Saltanat` Azzan al-Wahidiyya);
- Sultanato Wahidi di Bi´r `Ali `Amaqin (Saltanat Bi'r `Ali `Amaquin al-Wahidiyya);
- Sultanato Wahidi di Habban (Saltanat Habban al-Wahidiyya).

Il 4 maggio 1881 Ba'l Haf e `Azzan si unirono. Nel 1888 il Sultanato Wahidi di Ba'l Haf e quello di `Azzan divennero protettorati britannici. Nel 1895 anche Bi´r `Ali `Amaqin fu posto sotto la protezione britannica. Il 23 ottobre 1962 il sultanato si riunì prendendo il nome di Sultanato Wahidi (al-Saltana al-Wahidiyya), mentre Bi'r `Ali e Habban rimasero sultanati subordinati. Il 29 novembre 1967 con l'indipendenza della Repubblica Popolare dello Yemen del Sud furono aboliti tutti gli stati monarchici.

## Elenco dei sultani[2]

### Sultani Wahidi di Ba'l Haf
I regnanti portavano il titolo di Sultan al-Wahidi.
- Salih ibn Nasir al-Wahidi (c. 1640 - 1670)
- al-Hadi ibn Salih al-Wahidi (c. 1670 - 1706)
- al-Hasan ibn al-Hadi al-Wahidi (1706 - 1766)
- al-Husayn ibn al-Hasan al-Wahidi (1766 - 1771)
- Sa`id ibn al-Hasan al-Wahidi (1771 - 1771)
- Ahmad ibn al-Hadi al-Wahidi (1771 - 1810)
- `Abd Allah ibn Ahmad al-Wahidi (1810 - 1830)

### Sultanato Wahidi di Ba'l Haf
I regnanti portavano il titolo di Sultan Ba al-Haf al-Wahidi.
- Nasir ibn `Abd Allah (.... - ....)
- Ahmad ibn Nasir (.... - ....)
- Muhsin ibn `Ali (.... - ....)
- al-Husayn ibn `Abd Allah (.... - ....)
- `Abd Allah ibn al-Husayn (.... - ....)
- Ahmad ibn al-Husayn al-Wahidi (.... - 1877)
- Salih ibn Ahmad (1877 - 1881)
- `Umar ibn al-Husayn al-Wahidi (1881 - 4 maggio 1881)

### Sultani Wahidi di `Azzan
I regnanti portavano il titolo di Sultan `Azzan al-Wahidi.
- `Ali ibn Ahmad al-Wahidi (1830 - 18..)
- Muhsin ibn `Ali al-Wahidi (1850 - 1870)
- `Abd Allah ibn `Umar al-Wahidi (1870 - maggio 1881)

### Sultani di Ba'l Haf e `Azzan
I regnanti portavano il titolo di Sultan Ba al-Haf wa `Azzan al-Wahidi.
- `Abd Allah ibn `Umar (maggio 1881 - gennaio 1885)
- al-Hadi ibn Salih al-Wahidi (15 gennaio 1885 - 1892)
- Muhsin ibn Salih al-Wahidi (1ª volta) (giugno 1892 - 1893)
- Salih ibn `Abd Allah al-Wahidi (1893 - 1904)
- Muhsin ibn Salih al-Wahidi (2ª volta) (14 dicembre 1904 - gennaio 1919)
- `Ali ibn al-Husayn al-Wahidi (gennaio 1919 - 1948)
- `Ali ibn Muhsin al-Wahidi (incerto) (1948 - 1948)
- Nasir ibn `Abd Allah al-Wahidi (1948 - 19 febbraio 1967)
  - `Ali ibn Muhammad ibn Sa`id al-Wahidi (20 febbraio 1967 - agosto 1967) (reggente con il titolo di hakim)